# Меренберг
Меренберг (њем. Merenberg) град је у њемачкој савезној држави Хесен. Једно је од 19 општинских средишта округа Лимбург-Вајлбург. Према процјени из 2010. у граду је живјело 3.366 становника. Посједује регионалну шифру (AGS) 6533012.

## Географски и демографски подаци
Меренберг се налази у савезној држави Хесен у округу Лимбург-Вајлбург. Град се налази на надморској висини од 253 метра. Површина општине износи 23,1 km². У самом граду је, према процјени из 2010. године, живјело 3.366 становника. Просјечна густина становништва износи 146 становника/km².